# Museo del Ferrocarril de Madrid
El Museo del Ferrocarril de Madrid, originalmente denominado Museo Nacional Ferroviario, es una institución dedicada a promover el conocimiento y la divulgación del ferrocarril en España, desde su origen hasta la actualidad. Inaugurado en 1984 en la histórica estación de Delicias, es gestionado por la Fundación de los Ferrocarriles Españoles. Desde el año 2009 forma parte de la Red de Museos de España, estando adscrito al Ministerio de Fomento. 

## Historia

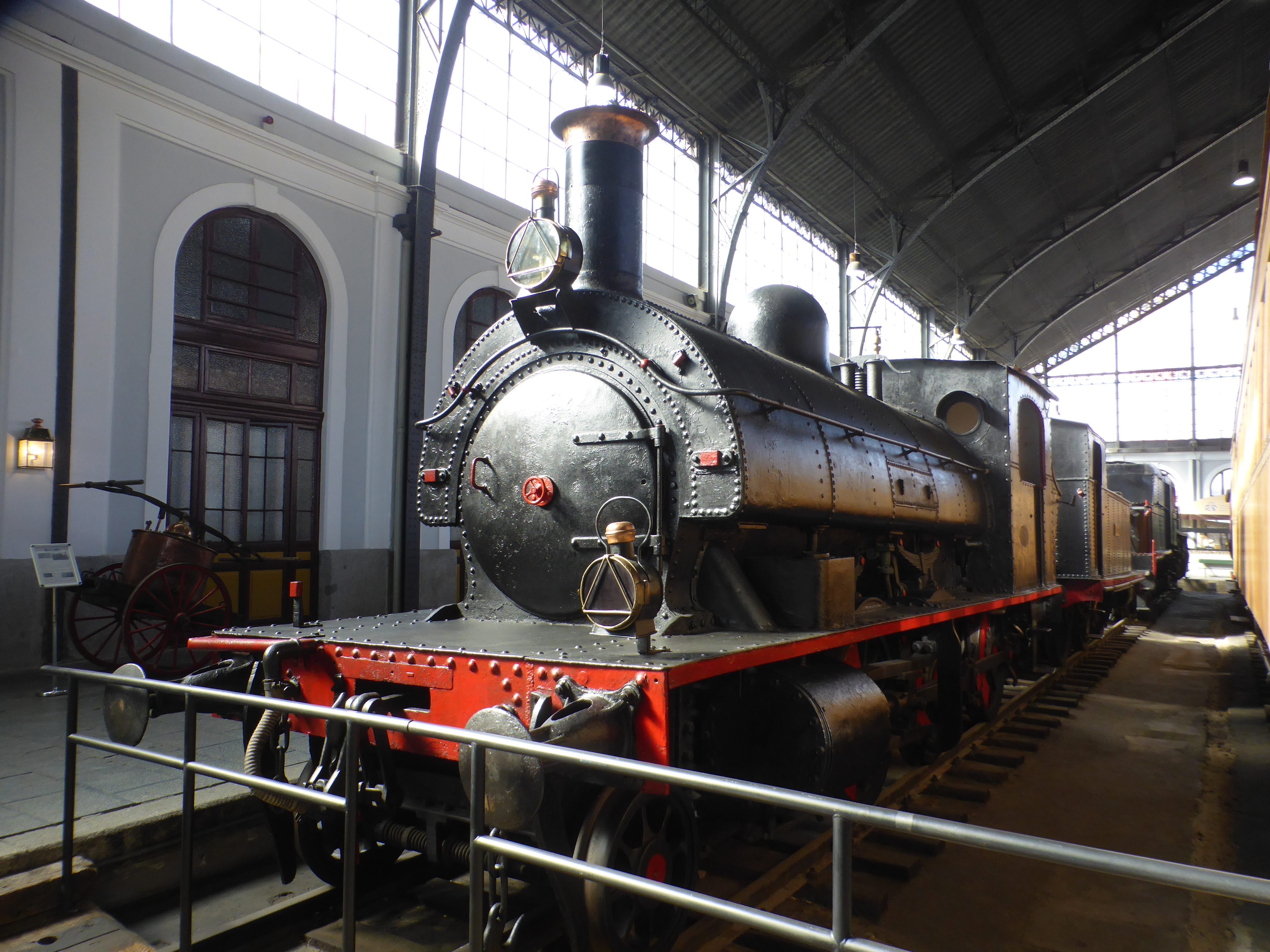
Interior de la Estación de Delicias, Museo del Ferrocarril. Locomotora de vapor Pucheta, año 1887.

En 1948 al cumplirse 100 años del primer ferrocarril peninsular, el de Barcelona a Mataró, se organizó una exposición conmemorativa que reunió diversos objetos y locomotoras, y comenzó a mostrarse interés por la creación de un museo ferroviario.
En 1967 se abrió en España el primer museo dedicado al ferrocarril, en el Palacio de Fernán Núñez de Madrid (actual sede de la Fundación de los Ferrocarriles Españoles). Exhibía una locomotora de vapor original, maquetas, fotografías, grabados y objetos relacionados con la historia y la explotación del ferrocarril. Allí permaneció hasta 1983, año en el que se trasladó a la Estación de Madrid Delicias, cerrada al servicio ferroviario en 1971. El Museo del Ferrocarril de Madrid abrió sus puertas al público el 19 de diciembre de 1984 en la Estación de Madrid Delicias. Este nuevo espacio permitió ampliar la colección del museo, incluyendo numerosas locomotoras, automotores y coches de viajeros en la gran nave central.
El museo de Madrid-Delicias recibió inicialmente el nombre de Museo Nacional Ferroviario. En los años 90, el museo redujo la superficie de su playa de vías, por las obras urbanísticas del Pasillo Verde Ferroviario, produciéndose desguaces de piezas inventariadas.
En el siglo XXI, su nombre oficial es Museo del Ferrocarril de Madrid. Desde 2020, existe un proyecto de ampliación y renovación museística.

## Edificio

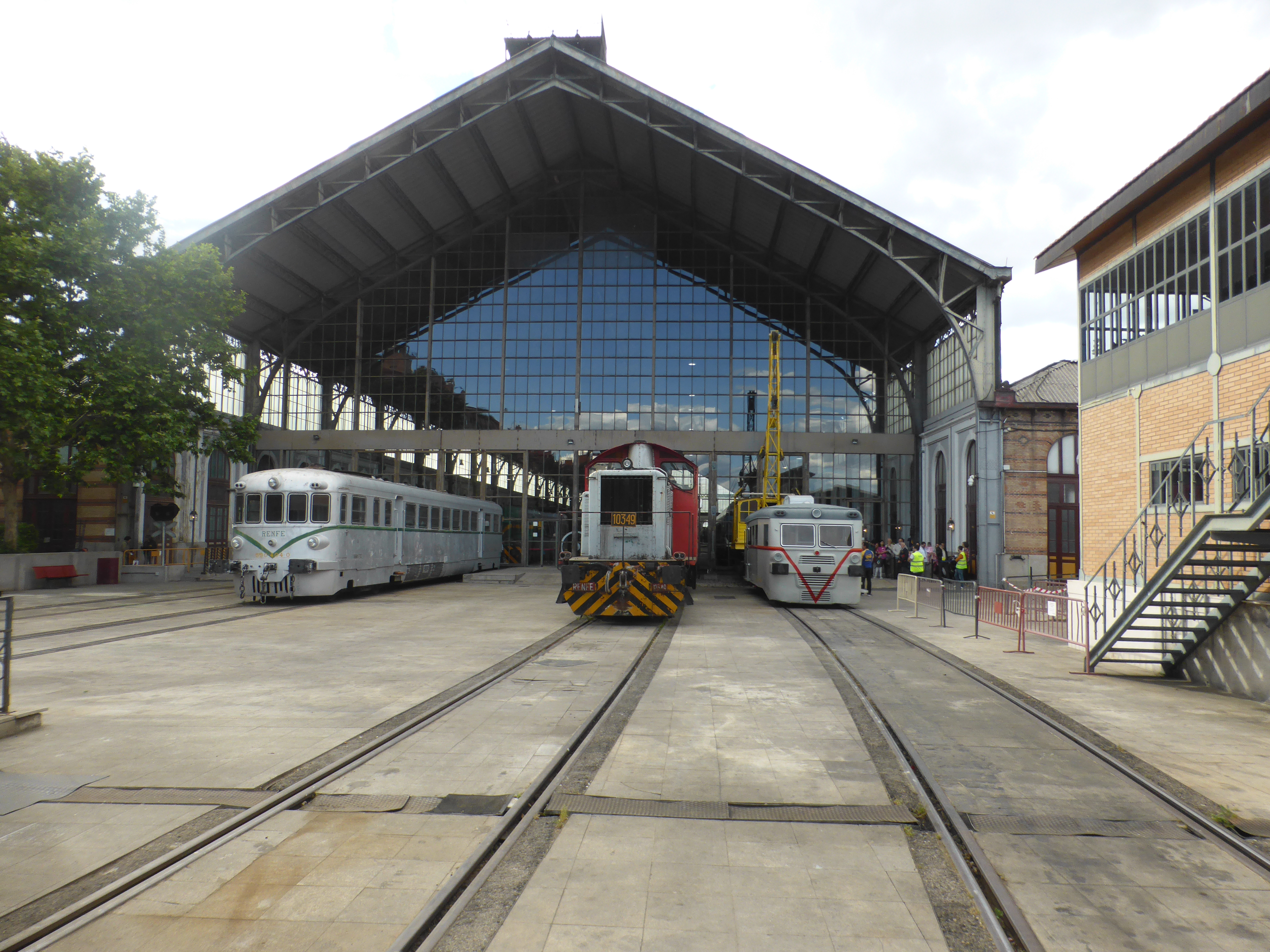
Marquesina y vías.

La propia estación forma parte también de la historia del ferrocarril, siendo un claro ejemplo de la arquitectura de hierro, característica del siglo XIX. Inaugurada en 1880, fue la primera estación que se construyó en Madrid con estructura metálica. Fue proyectada por el ingeniero francés Émile Cachelièvre y se construyó en tan sólo 11 meses debido al carácter totalmente funcional del proyecto.
El elemento fundamental es la gran marquesina que permitía a los viajeros estar resguardados en un espacio amplio y diáfano concebido para evitar la concentración de los humos de las locomotoras de vapor. A ambos lados de la marquesina se levantan dos pabellones, el del lado izquierdo albergaba los despachos, el vestíbulo y dos salas de espera, el del lado derecho se destinó a las dependencias de llegada, cocheras de carruajes y oficinas.
La estación de Delicias fue iniciada por la Compañía de Caminos de Hierro de Ciudad Real a Badajoz como estación término de la línea de Madrid a Ciudad Real, que tenía continuidad hasta la frontera portuguesa por Badajoz. La línea fue abierta al tráfico el 3 de febrero de 1879. La estación de Delicias se inauguró el 30 de marzo de 1880, en un acto que fue presidido por los reyes de España, Alfonso XII y María Cristina. La empresa que acometió la obra sería absorbida ese mismo año por la Compañía de los Ferrocarriles de Madrid a Zaragoza y Alicante (MZA), que buscó deshacerse del edificio de Delicias, ya que su sede se encontraba en Atocha. De este modo, la estación de Delicias pasaría a manos de la Compañía de los Ferrocarriles de Madrid a Cáceres y Portugal (MCP), que se encontraba en ese momento terminando sus líneas y buscaba un emplazamiento idóneo en la capital.

## Colecciones

### Nave central

#### Vía I - Tracción vapor

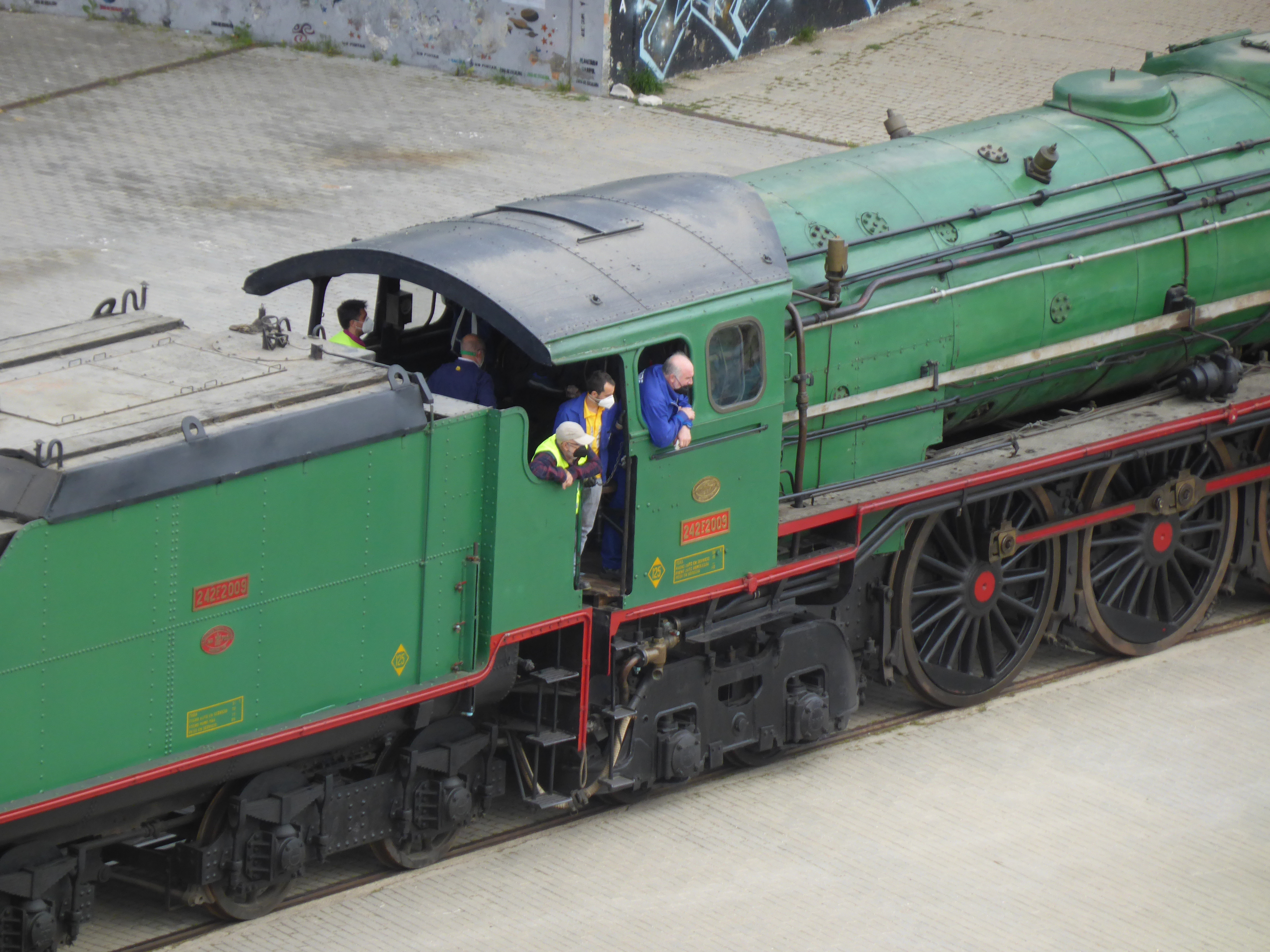
Detalle de la locomotora de vapor tipo Confederación, matrícula de Renfe 242-F-2009.

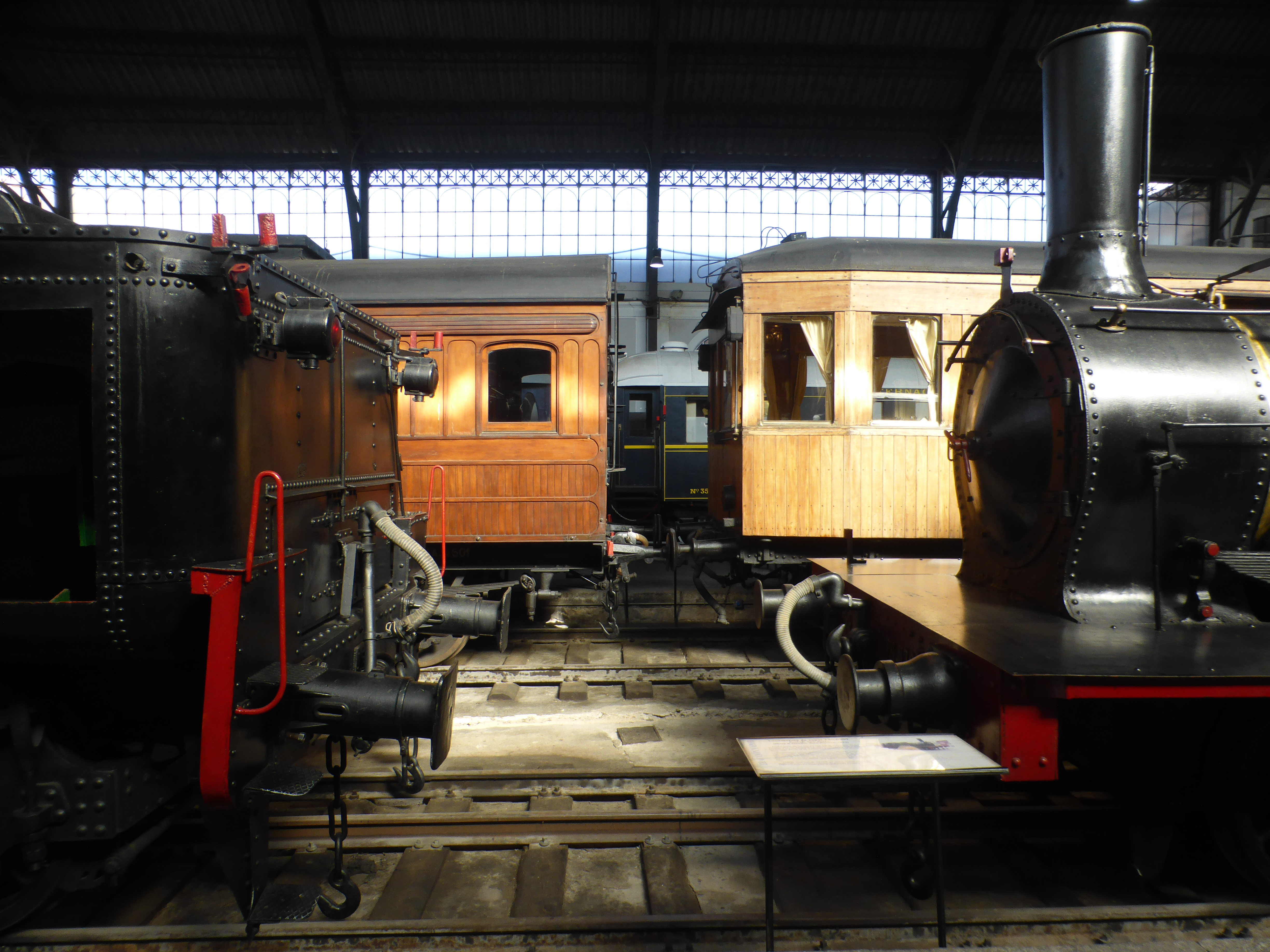
Interior del museo.

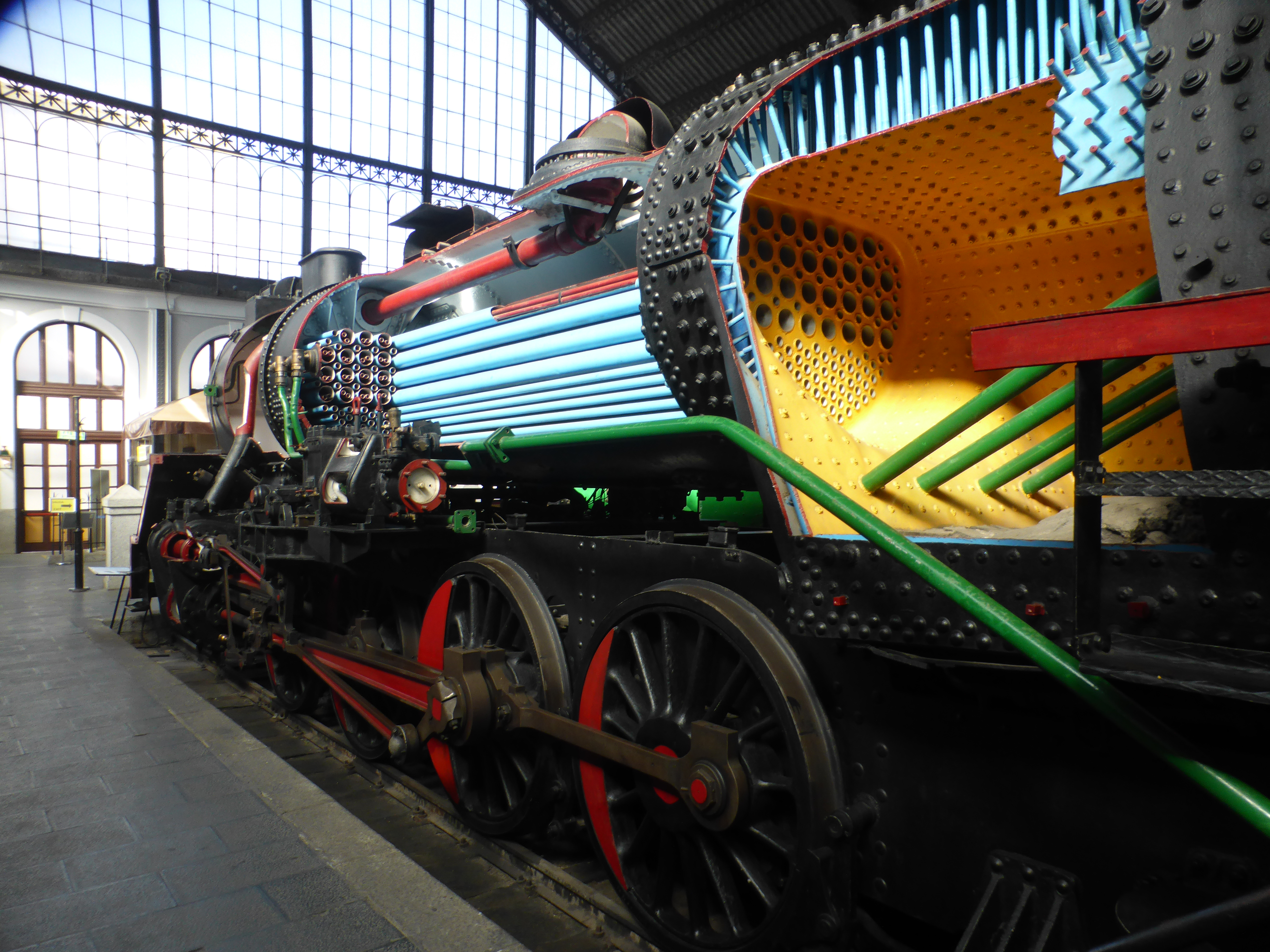
Locomotora de vapor tipo Mikado, seccionada.

El material de vapor predomina por la larga vida que tuvo en España (1848-1975). Ejemplos:
★ Locomotora tipo Confederación.
Por sus dimensiones, prestaciones y desarrollo técnico, está considerada como el cénit de la tracción vapor en España. Con una potencia de 2700 CV y con su gran rodaje, llegó a superar en pruebas la velocidad de 140 km/h, récord de la tracción vapor en España. Solo se fabricaron diez locomotoras de este tipo y prestaron servicio en los trenes expresos y rápidos de la línea de Madrid a Irún, concretamente en el trayecto entre Ávila y Alsasua, donde llegaron a remolcar composiciones de 18 coches y hasta 810 toneladas.
Tras su baja en el servicio en 1975, esta pieza se conservó para el Museo del Ferrocarril de Madrid. En el año 1987 fue restaurada en los Talleres Generales de Valladolid y posteriormente, en 2005, en los Talleres de ARMF de Lérida.
★ Locomotora tipo Pacific.
La celebración de la Exposición Iberoamericana de Sevilla en 1929 hizo que la Compañía de los Ferrocarriles Andaluces iniciara un proceso de modernización de su parque motor, especialmente con la adquisición de locomotoras destinadas al transporte de viajeros. Por este motivo, se pidió a los talleres bilbaínos de Babcock & Wilcox el suministro de diez locomotoras de tipo pacific, que por el gran diámetro de sus ruedas motrices (1,90 metros) eran capaces de desarrollar grandes velocidades.
La entrega se demoró y las locomotoras llegarían a Andaluces una vez finalizada la Exposición Iberoamericana. Estas locomotoras, que estaban diseñadas para circular en líneas de perfiles suaves, se destinaron a la línea de Sevilla a Jerez y Cádiz. Tras su incorporación a RENFE en 1941, seguirían realizando el transporte de trenes de viajeros rápidos y expresos, siendo dadas de baja en la empresa en 1970.
Todavía antes de su llegada a la colección del Museo del Ferrocarril de Madrid remolcaría vagones de carbón en las minas de Andorra en Teruel.
★ Locomotora tipo Mikado, seccionada.
Corresponde a la tercera subserie de la tipología mikado, concretamente al lote de 217 máquinas de este rodaje que fueron producidas íntegramente en España. Se diferencia de las dos subseries anteriores por contar con chimenea de doble escape y por haber salido de fábrica ya fuelizada. Construida en 1960, prestó servicio en RENFE durante quince años, hasta que en 1975 fue clausurado oficialmente el vapor en España.
No obstante, esta locomotora se mantuvo activa hasta 1984 en las minas de Andorra (Teruel), adscrita al material motor de la línea Andorra-Escatrón y empleada para el remolque de los trenes carboneros que alimentaban a la central térmica de Teruel. En ese mismo año dejó de prestar servicio y pasó a formar parte de la colección del Museo. Actualmente cumple una labor didáctica, al igual que algunos modelos de máquinas a escala.

#### Vía II- Tracción eléctrica
Se exponen locomotoras que datan de 1907 a 1963. Se pueden observar locomotoras de las series 6100, 7300, 7400, 7500 y 10000 entre otras.

#### Vía III - Tracción diésel
El museo cuenta entre sus fondos con la "Marilyn", primera locomotora diésel-eléctrica, después de las que remolcaban el Talgo, que circuló en Renfe. Cabe destacar también el coche motor de un TAF (Tren Automotor Fiat) construido en 1952.

#### Vía IV: Viajeros

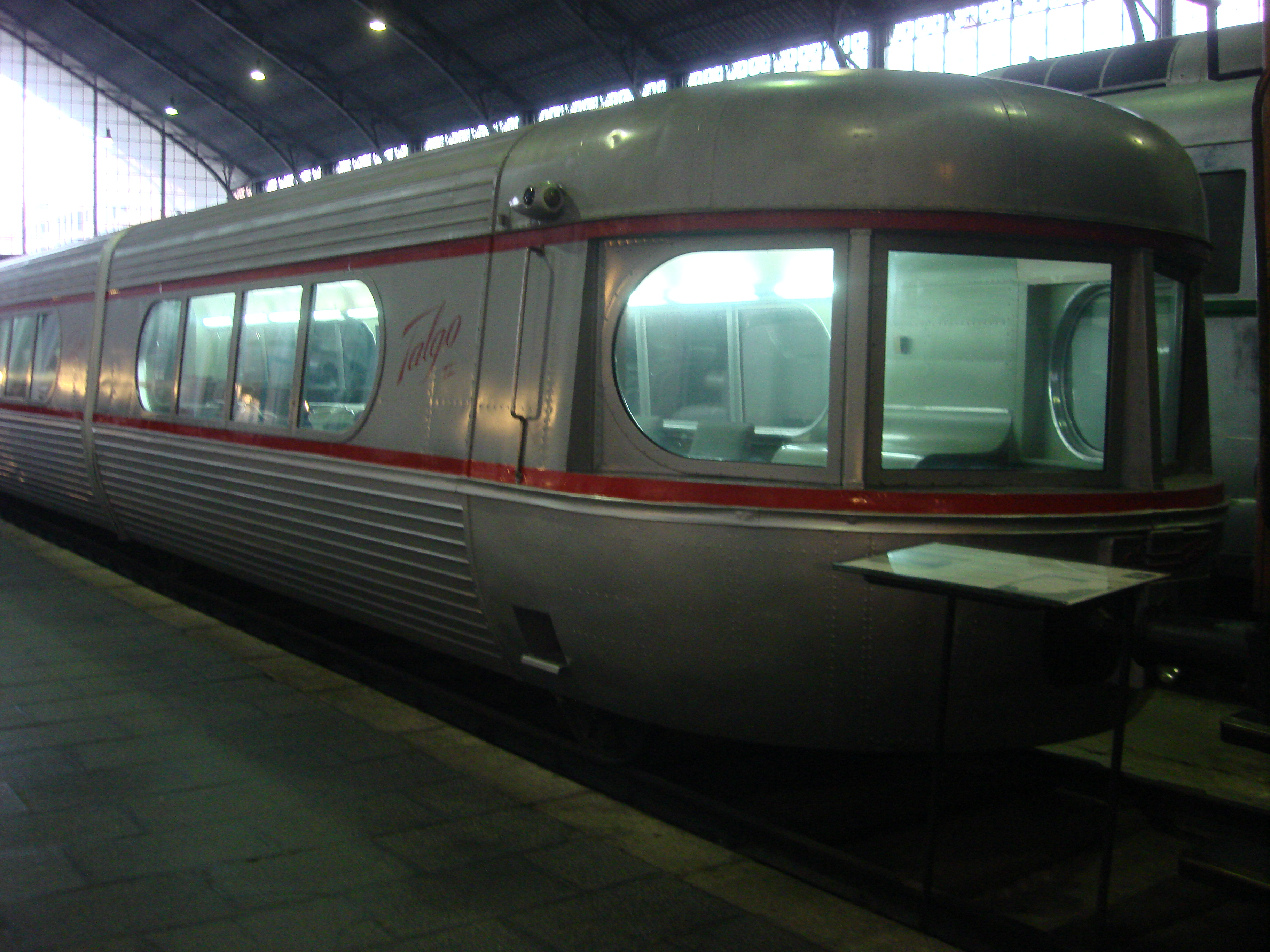
Coche panorámico del Talgo II.

En esta sección merece mención especial el Talgo II con la locomotora diésel "Virgen de Aránzazu". Tanto los coches como la máquina fueron construidos en 1949 por ACF (American Car and Foundry Company) y fue la primera composición Talgo que prestó servicio comercial.

### Otras salas

#### Sala de relojes
El Museo del Ferrocarril dispone de relojes y sistemas de relojería que se utilizaban en las instalaciones y oficinas ferroviarias. Entre las piezas se encuentra el reloj Mataró, que se empleó para dar la salida al primer tren que circuló en la España peninsular, en 1848.
Destaca además el reloj patrón firmado St. Climent / Imperia de finales del siglo XIX. Se trata de un reloj de funcionamiento mecánico, actualmente expuesto sin su caja alta de madera, con esfera circular de metal esmaltada en blanco, y numeración romana en negro, y agujas tipo Breguet, sobrias y elegantes. La maquinaria, solo con movimiento –sin sonería–, tiene reserva de marcha de siete días, escape de áncora y péndulo.
El reloj de bolsillo “Roskopf” lo fabricó Fritz-Edouard Roskopf. Fue patentado en 1899, y llegaron a fabricarse 20 millones de unidades. Maquinaria y esfera están montadas sobre una caja metálica con el borde grabado con la inscripción “VERITABLE MONTRE CHEMIN-DE-FER” (auténtico reloj ferroviario), que aparece también en la tapa posterior junto al dibujo de un tren de viajeros y el nombre del fabricante, “F. E. ROSKOPF”, sobre una rueda alada.

#### Sala de juguetes y modelismo ferroviario
En la Sala de Modelismo niños, jóvenes y adultos pueden disfrutar de tres maquetas animadas de distintas épocas y escalas. La visión del movimiento de diferentes vehículos ferroviarios en miniatura fascina al visitante y le traslada a paisajes reales e imaginarios. Siguiendo su circulación por puentes, túneles, estaciones e instalaciones ferroviarias, el espectador va descubriendo un gran número de escenas, detalles y recreaciones... una representación a escala de la realidad.
La tendencia natural del hombre a reproducir a tamaño reducido todo aquello que le rodea tomó un nuevo impulso con la aparición del ferrocarril. El atractivo de las locomotoras, coches y vagones surcando el paisaje hizo que, casi en paralelo a la implantación del ferrocarril, se iniciase la fabricación de juguetes, modelos y maquetas que evocaban este nuevo medio de transporte. La nueva industria despertó pasión por su coleccionismo y un gran entusiasmo por la construcción de maquetas, actividad que actualmente constituye el pasatiempo favorito de millones de aficionados.

#### Enclavamiento de Algodor

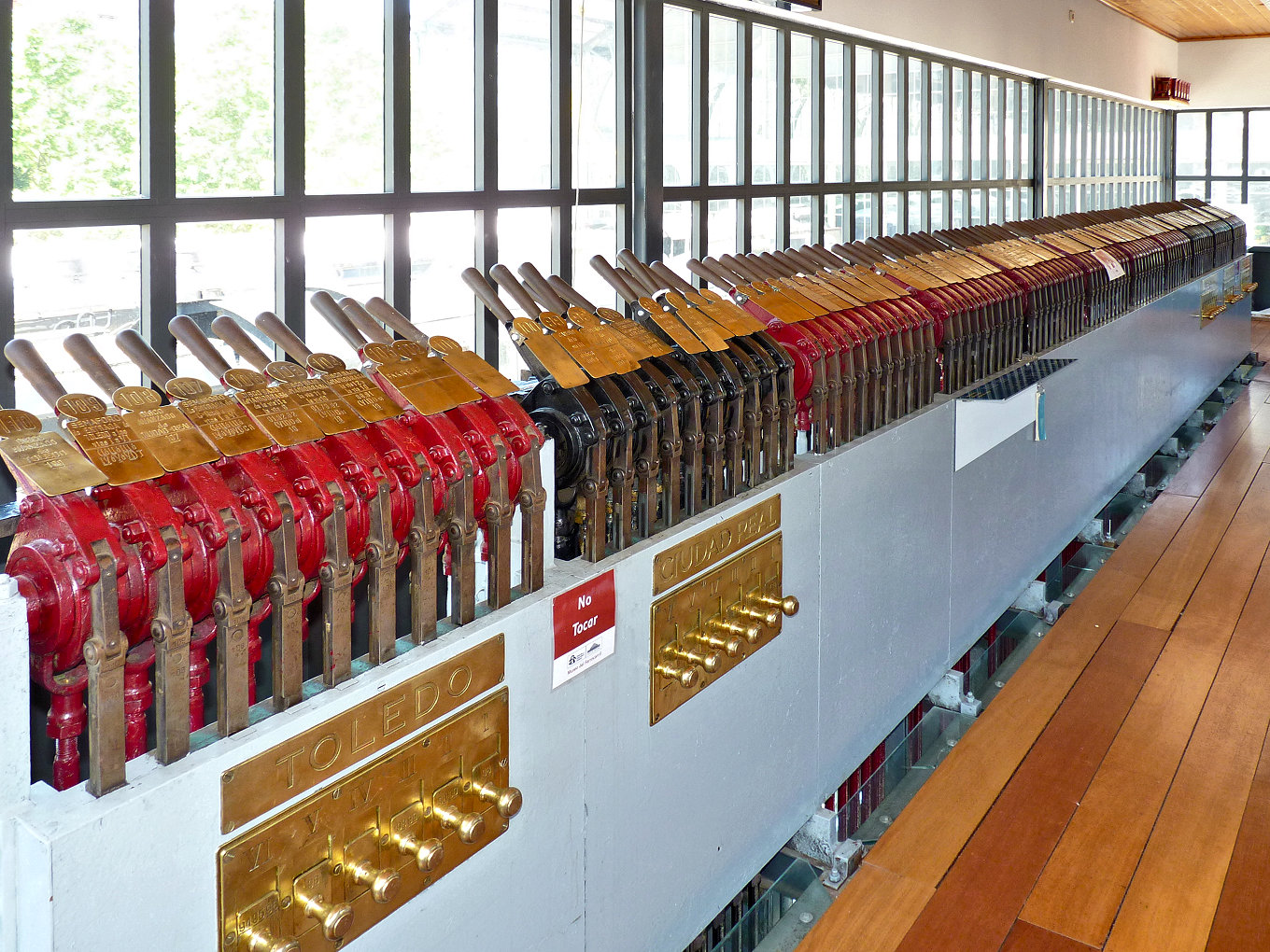
Palancas del enclavamiento.

Este enclavamiento de tipo hidráulico data de 1927 y fue puesto en servicio por la compañía MZA. Prestó servicio en las líneas de Toledo a Castillejo y de Madrid a Ciudad Real. Dispone de 110 palancas, 70 para señales y 40 para agujas, que se accionaban mediante la presión del agua. Es el único enclavamiento de estas características que se conserva en España. Funcionó durante más de setenta años hasta que el año 2000 fue sustituido por un enclavamiento de tipo electrónico. Años después fue cedido al museo por RENFE, siendo desmantelado y trasladado en 2003. En el museo se creó una réplica de la caseta del enclavamiento que existía en Algodor, colocándose en la planta alta la mesa de palancas y en la baja el aparato central y el equipo motor para la elevación de contrapesos.

#### Sala de Andaluces
En ella se expone la locomotora de vapor más pequeña -de ancho ibérico- que ha circulado en España, concretamente en Jerez de la Frontera (Cádiz), donde circuló durante décadas para embarcar vino de Jerez que era exportado.

#### Sala de infraestructura

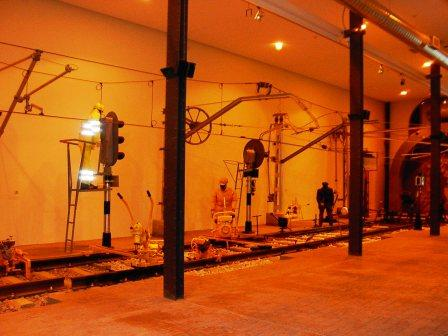
Sala de infraestructura.

Fue inaugurada en diciembre de 2005. Da a conocer de forma interactiva las infraestructuras ferroviarias: señalización, comunicaciones, obras de ingeniería, etc. Cabe destacar una recreación de la evolución de las infraestructuras que visualiza los cambios que se han producido desde el siglo XIX hasta el siglo XXI.
Una pieza histórica es la auscultadora de vía Scheidt & Bachmann, una de las más antiguas conservadas en la Sala de Infraestructura del Museo. Entre 1912 y 1914, la compañía alemana Scheidt & Bachmann fabricó cientos de estos aparatos diseñados por el ingeniero de ferrocarriles Heinrich Dorpmüller, miembro de una importante saga ferroviaria alemana y padre de Julius H. Dorpmüller, ministro de Ferrocarriles durante el III Reich. La auscultadora de vía permitía determinar, evitando costosas mediciones manuales, las variables geométricas de ancho de vía y peralte de los carriles. Se deslizaba sobre un tramo de vía para obtener el ancho de vía y la altura de los carriles de manera simultánea, y las mediciones se iban reflejando en unos gráficos trazados por varias plumillas sobre una banda de papel, donde se registraba la posición real de los carriles. Los datos resultantes permitían determinar los trabajos que eran necesarios para un correcto mantenimiento de la vía.

## Archivo Histórico Ferroviario
La creación del Archivo Histórico Ferroviario se hizo efectiva en el Consejo de Administración de RENFE cuando en 1979 se establece la dependencia directa de dicho Consejo, quedando integrado en su Secretaría y fijando como sede el Palacio de Fernán Núñez.
Los fondos más antiguos fueron aportados por las antiguas compañías ferroviarias privadas de la segunda mitad del siglo XIX y que fueron desapareciendo, se fusionaron, cambiaron de denominación, ocuparon nuevas dependencias. Tras la nacionalización de los ferrocarriles estos fondos pasaron a formar parte de RENFE y su ingreso en el AHF se produjo en el momento de su constitución. Posteriormente se incorporaron nuevos fondos que la empresa estatal ferroviaria consideró en ese momento como merecedores de tal fin.
La gestión y custodia de estos fondos es heredada por la Fundación de los Ferrocarriles Españoles, tras su constitución en febrero de 1985, encomendándole, a través de sus Estatutos, la misión de “conservar, sostener y enriquecer el Archivo Histórico de los Ferrocarriles Españoles, facilitando el acceso al público en general”.
Las técnicas de archivo en la gestión de estos fondos han necesitado una fase previa de identificación y valoración para, a continuación, iniciar el proceso de organización y descripción de toda la documentación recibida, siendo el último estadio el de la conservación y la difusión de estos fondos. Así, la documentación se ha clasificado en tipos diferentes de fondos: Antiguos, Modernos, Personales y Colecciones. Se puede encontrar en éstos una gran variedad de escritos que testimonian cada uno de los aspectos de la historia del ferrocarril y sus diferentes actividades. Una breve enumeración de los mismos sería: las series de actas de las antiguas compañías, los libros de contabilidad y de presupuestos, documentos sobre tarifas, emisión de títulos y deuda pública, de relaciones con el Gobierno y otras instituciones, documentación sobre la infraestructura, la amplia información disponible sobre el problema ferroviario o asuntos de personal, entre otros muchos. Además, se dispone de numerosos planos que ilustran los proyectos ferroviarios y de una importante Fototeca.

## Biblioteca Ferroviaria
La Biblioteca y Hemeroteca Ferroviaria, por su historia y volumen de información, constituye una unidad documental de referencia básica para el conocimiento del ferrocarril en España.
El transporte y el ferrocarril desde el punto de vista técnico, histórico, social, económico, cultural, legislativo, tecnológico, político o artístico constituyen la temática de los más de 31.000 títulos de monografías y de los 3.000 títulos de publicaciones seriadas, de las cuales cerca de 200 títulos de revistas se reciben periódicamente. El fondo se completa con las colecciones especiales de cartografía, folletos, carteles, audiovisuales, memorias de empresas o ephemera.
Su origen se remonta a las bibliotecas que formaron las antiguas compañías ferroviarias para organizar sus centros de información. Cuando en 1941 todas las compañías fueron nacionalizadas e incorporadas a RENFE, sus bibliotecas fueron también asumidas por ésta. Este patrimonio documental fue el origen de la biblioteca central de RENFE que, dependiente de la Secretaría de la Dirección General, serviría como instrumento de apoyo a las funciones propias de la gestión de la Empresa y a la que paulatinamente se fueron incorporando libros, publicaciones periódicas y fondos documentales de carácter diverso.
En 1985 con la creación de la Fundación de los Ferrocarriles Españoles (FFE), RENFE aportó su Servicio de Biblioteca. En los propios Estatutos de la Fundación se establece que su función es “conservar, sostener y enriquecer los fondos que constituyen sus bibliotecas y hemerotecas facilitando su acceso al público en general”.
En 2010 la FFE recibe de sus Patronos el encargo de unificar la Biblioteca y Hemeroteca y el Archivo en el Museo del Ferrocarril, dando lugar así a una Unidad de Información y Documentación única en España, cuyo principal objetivo es la conservación, el estudio y la difusión del Patrimonio Ferroviario, tanto desde el punto de vista histórico como para el conocimiento actualizado de la evolución ferroviaria.

## Mercado de Motores
El Museo del Ferrocarril de Madrid alquila espacios comerciales. Por ejemplo, acoge el Mercado de Motores, un mercado con un cierto estilo europeo, que se celebra mensualmente (el segundo fin de semana de cada mes), y que incluye puestos de venta de moda vintage, alimentación y artículos de segunda mano.

## Otros fondos
La Fundación de los Ferrocarriles Españoles gestiona numerosas piezas históricas ferroviarias, para su rehabilitación y exposición en diversos museos y pedestales. Una de estas piezas singulares es el coche-salón SS-3, que transportó en 1940 a Franco a su entrevista con Hitler en Hendaya.